# Clemens Hesemann
Clemens Hesemann (* 18. März 1897 in Handrup/Kreis Lingen; † 26. Dezember 1981 ebenda) war ein deutscher Politiker (Zentrum, CDU) und Landwirtschaftsfunktionär.

## Leben und Beruf
Nach der Volksschule in Handrup besuchte der Landwirtssohn die Landwirtschaftsschule in Freckenhorst bei Warendorf. Von 1916 bis 1918 nahm er am Ersten Weltkrieg teil; bis 1920 war er in Kriegsgefangenschaft. Von 1922 bis 1933 fungierte er als Vorsitzender des Landwirtschaftlichen Ortsvereins Handrup. Ab 1925 engagierte er sich stärker im 1920 konstituierten „Emsländischen Bauernverein“, wo er den dominierenden Zentrumsflügel stärkt.
Hesemann wurde schon 1945 zum Vorsitzenden der Kreisbauernschaft Lingen ernannt, bei der Gründung der „Vereinigung des Emsländischen Landvolks“ (VEL) Anfang 1947 ihr Vorsitzender. Dadurch gelangte er auch in den Vorstand des Niedersächsischen Landvolks. Die Führung der Vereinigung des Emsländischen Landvolks behielt der Handruper bis 1969. Er hatte zahlreiche Ehrenämter im landwirtschaftlichen Bereich inne. Beispielsweise gehörte er seit 1948 dem Vorstand der Landwirtschaftskammer Weser-Ems in Oldenburg an, war seit 1949 Vorsitzender des Kuratoriums für Wirtschaftsberatung im Kreis Lingen oder seit 1949 oberster Landwirtschaftsrichter beim Senat für Landwirtschaftssachen in Köln und beim Bundesgerichtshof in Karlsruhe. 1951 kam er in den Aufsichtsrat der Emsland-GmbH, die für die Durchführung des Emslandplans verantwortlich war.

## Partei
Hesemann war ein aktives Mitglied der Deutschen Zentrumspartei. Er bekämpfte als Zentrumsredner die Hetze der Landvolkparteien und der NSDAP gegen die Weimarer Republik. Zugleich kritisierte er den demagogischen Kampf von Großbauern im „Verband der Pächter und Grundeigentümer Niedersachsens“ gegen die Ödlandsiedlungspläne der Heuerleute, was ihm die Feindschaft der rechten Parteien einbrachte.
1933 fungierte Clemens Hesemann kurzfristig als Nachfolger des von den Nationalsozialisten nach den Märzwahlen als Lehrer entlassenen Lingener Gerhard Schwenne (1889–1947), der die Region gezwungenermaßen verlassen musste, als Vorsitzender der Zentrumspartei im Kreis Lingen und als Leiter der Zentrumsvereinigung Emsland, dem Führungsorgan der Partei in den vier Emslandkreisen. 
Nach dem Zweiten Weltkrieg schloss er sich umgehend wieder der Zentrumspartei an, die im Kreis Lingen eine bundesweite Hochburg besaß. Er war einer der prominentesten Zentrumspolitiker in der Region.
Vor der Neuwahl des Landrats im Dezember 1950 trat Hesemann zur CDU über. Daraufhin verweigerte das Zentrum seine Wiederwahl, doch folgten vier weitere Zentrumskreistagsabgeordnete Hesemann zur CDU. Bei der Landratswahl kam es daher zu einem Patt zwischen CDU und Zentrum/SPD, doch das Los fiel auf den Zentrumskandidaten Hans Richter. Hesemann erhielt für seinen Parteiwechsel die Spitzenkandidatur für die CDU bei der Wahl zum Niedersächsischen Landtag von 1951, was das Zentrum im Lingener Land sehr schwächte.

## Abgeordneter
Hesemann kam 1925 über eine Landwirtschaftsliste in den Lingener Kreistag. 1929 und 1933 gelangte er für das Zentrum in den Lingener Kreisausschuss. 1937 legte er dieses Amt nieder.
Seit 1946 gehörte Hesemann wieder dem Lingener Kreistag an. 1949 kandidierte auf der Zentrumsliste für den Deutschen Bundestag, erreichte aber kein Mandat. Er trat 1951 der CDU bei und war für diese Partei von 1951 bis 1955 Mitglied des Niedersächsischen Landtags. Später gehörte er von 1957 bis 1965 für den Wahlkreis Bersenbrück – Lingen dem Bundestag an.

## Öffentliche Ämter
Die britische Besatzungsmacht setzte ihn bei ihrem Vormarsch 1945 für einige Tage als Bürgermeister in Handrup ein.
Hesemann wurde für das Zentrum 1947 bis 1948 und 1950, diesmal mit den Stimmen von Zentrum und CDU, Landrat des Kreises Lingen. Mit einigen kurzen Unterbrechungen übte Hesemann bis 1957 das Amt als Lingener Landrat aus.

## Ehrungen
- 1965: Großes Verdienstkreuz der Bundesrepublik Deutschland